# نئوژن
| زمان‌بندی زمین‌شناسی    |                          |                         |                         |
| پیدازیوی (فانروزوئیک) | نوزیوی (سنوزوئیک)        | کواترنری                |                         |
| پیدازیوی (فانروزوئیک) | نوزیوی (سنوزوئیک)        | نئوژن                   |                         |
| پیدازیوی (فانروزوئیک) | نوزیوی (سنوزوئیک)        | پالئوژن                 |                         |
| پیدازیوی (فانروزوئیک) | میانه‌زیوی (مزوزوئیک)     | کرتاسه                  |                         |
| پیدازیوی (فانروزوئیک) | میانه‌زیوی (مزوزوئیک)     | ژوراسیک                 |                         |
| پیدازیوی (فانروزوئیک) | میانه‌زیوی (مزوزوئیک)     | تریاس                   |                         |
| پیدازیوی (فانروزوئیک) | دیرینه‌ زیوی (پالئوزوئیک) | پرمین                   |                         |
| پیدازیوی (فانروزوئیک) | دیرینه‌ زیوی (پالئوزوئیک) | کربونیفر                |                         |
| پیدازیوی (فانروزوئیک) | دیرینه‌ زیوی (پالئوزوئیک) | دوونین                  |                         |
| پیدازیوی (فانروزوئیک) | دیرینه‌ زیوی (پالئوزوئیک) | سیلورین                 |                         |
| پیدازیوی (فانروزوئیک) | دیرینه‌ زیوی (پالئوزوئیک) | اردویسین                |                         |
| پیدازیوی (فانروزوئیک) | دیرینه‌ زیوی (پالئوزوئیک) | کامبرین                 |                         |
| نهان‌زیوی (پرکامبرین)  | پیشین‌زیوی (پروتروزوئیک)  | پیشین‌زیوی (پروتروزوئیک) | پیشین‌زیوی (پروتروزوئیک) |
| نهان‌زیوی (پرکامبرین)  | نخست‌زیوی (آرکئن)         |                         |                         |
| نهان‌زیوی (پرکامبرین)  | پیشازیوی (هادئن)         |                         |                         |

| سامانه   | ردیف     | اشکوب      | میلیون سال پیش |
| -------- | -------- | ---------- | -------------- |
| کواترنری | پلیستوسن | گالئاسین   | → پس از آن     |
| نئوژن    | پلیوسن   | پیاچنزین   | ۲٫۵۸۸–۳٫۶۰۰    |
| نئوژن    | پلیوسن   | زانکلین    | ۳٫۶۰۰–۵٫۳۳۲    |
| نئوژن    | میوسن    | مسینین     | ۵٫۳۳۲–۷٫۲۴۶    |
| نئوژن    | میوسن    | تورتونین   | ۷٫۲۴۶–۱۱٫۶۰۸   |
| نئوژن    | میوسن    | سراوالین   | ۱۱٫۶۰۸–۱۳٫۶۵   |
| نئوژن    | میوسن    | لانگین     | ۱۳٫۶۵–۱۵٫۹۷    |
| نئوژن    | میوسن    | بوردیگالین | ۱۵٫۹۷–۲۰٫۴۳    |
| نئوژن    | میوسن    | آکوئیتانین | ۲۰٫۴۳–۲۳٫۰۳    |
| پالئوژن  | الیگوسن  | چاتین      | → پیش از آن    |

نئوژن (به انگلیسی: Neogene) در مقیاس زمانی کمیسیون بین‌المللی چینه‌نگاری دوره‌ای است که از ۰٫۰۵ ± ۲۳٫۰۳ میلیون سال پیش آغاز شد و تا ۲٫۵۸۸ میلیون سال پیش ادامه داشت. به عنوان دومین دوره در دوران نوزیستی، نئوژن پس از دوره پالئوژن شکل گرفت و به دوره کواترنری ختم شد. نئوژن به دو دور میوسن و پلیوسن تقسیم شده‌است.
نئوژن، بازهٔ زمانی تقریباً ۲۰ میلیون ساله‌ای را در بر می‌گیرد. در طی این دوره، پستانداران و پرندگان به حرکت فرگشتی خود در رسیدن به شکل‌های نوین‌تر ادامه دادند؛ در حالی که دیگر گروه‌ها به نسبت تغییرنکرده باقی‌ماندند. انسان‌سانان نخستین، نیاکان انسان کنونی، در این دوره در آفریقا پدیدار شدند. دگرگونی‌های قاره‌ای چندی نیز در این دوره پدید آمدند که از آن جمله می‌توان به متصل شدن آمریکای شمالی به آمریکای جنوبی توسط باریکه پاناما در پلیوسن پسین و در پی آن صورت گرفتن تبادل بزرگ آمریکا اشاره کرد. این باعث قطع شدن جریان‌های اقیانوسی میان اقیانوس‌های آرام و اطلس شد، دگرگونی‌های اقلیمی پدید آورد، و منجر به ایجاد جریان گلف استریم شد. دمای جهان در طی این دوره به میزان قابل ملاحظه‌ای کاهش یافت و باعث پدید آمدن چندین یخبندان قاره‌ای در دوره کواترنری شد.